# Smith Center
Smith Center è un comune degli Stati Uniti d'America, situato nello Stato del Kansas, nella contea di Smith, della quale è il capoluogo.